# Niedersächsisches Landesamt für Brand- und Katastrophenschutz
Das Niedersächsische Landesamt für Brand- und Katastrophenschutz (NLBK) mit den Standorten in Celle und Loy nimmt eine Bündelungs-, Steuerungs- und Verteilfunktion zwischen der kommunalen und der ministeriellen Ebene im Bereich des Brand- und Katastrophenschutzes in Niedersachsen wahr. Es wurde zum 1. Januar 2021 gegründet. Zuvor wurden die Aufgaben des NLBK anteilig durch die Niedersächsische Akademie für Brand und Katastrophenschutz (NABK) sowie durch die Ämter für Brand- und Katastrophenschutz (AfBK), angesiedelt bei den Polizeidirektionen, wahrgenommen. Präsident des NLBK ist mit Wahrnehmung der Geschäfte Christian Kielhorn.

## Geschichte
Mit der Zusammenlegung der beiden Landesfeuerwehrschulen folgt das Land Niedersachsen einer Empfehlung des Abschlussberichtes zur Sicherstellung des Brandschutzes in Niedersachsen unter besonderer Berücksichtigung des demografischen Wandels des Niedersächsischen Ministeriums für Inneres und Sport aus dem Jahr 2010. Die beiden Standorte in Celle und Loy werden weiter betrieben. Auch wird die Aus- und Fortbildung der freiwilligen Feuerwehrleute aus Bremen dort vorgenommen.

### Geschichte des Standortes Celle
Am 26. April 1931 wurde in Celle die erste Feuerwehrschule der Provinz Hannover eröffnet. Die Einrichtung befand sich in den Gebäuden einer ehemaligen Lederfabrik an der Biermannstraße. Alle mit Führungsfunktionen betrauten Feuerwehrmänner hatten dort ihre vorgeschriebenen Lehrgänge zu absolvieren. Auf dem Dach des Gebäudes zur Bahnseite war auf einem Gitterwerk der Schriftzug Hannoversche Provinzial-Feuerwehrschule angebracht. Vom Vorsitzenden des Provinzialfeuerwehrverbandes Hannover, Senator Carl Freundel aus Peine, wurde Walter Schnell die örtliche Leitung der Schule übertragen.
Einziger fest angestellter Mitarbeiter war seinerzeit Brandmeister Wilhelm Flachsbart von der Freiwilligen Feuerwehr Celle, der mit seiner Frau und zwei weiblichen Hilfskräften dafür sorgte, dass der Dienstbetrieb einschließlich der schuleigenen Küche funktionierte. Die übrigen Lehrkräfte waren in den ersten Jahren ehrenamtlich tätig. Hierzu zählten Persönlichkeiten aus den Bereichen, die dem Brandschutz nahestanden (wie der Feuerwehrverband, die Brandkasse, die Unfallversicherung, die Forstverwaltung und Führungskräfte der Freiwilligen Feuerwehren und Berufsfeuerwehren).
Bei Beginn des Schulbetriebes standen der Schule lediglich zwei Tragkraftspritzen und eine Handdruckspritze zur Verfügung. Für die Ausbildung an Löschfahrzeugen wurden bis zum Jahre 1934 Fahrzeuge der Freiwilligen Feuerwehr Celle genutzt. Am 25. November 1932 wurde das Verbandsbüro des Provinzialfeuerwehrverbandes von Lüneburg nach Celle in die Feuerwehrfachschule verlegt. Im Herbst 1934 wurde mit dem Bau eines Brandhauses begonnen. Anfang 1935 wurde das Haus der Handelsvertretung Karl Stelter, Wittinger Straße 9, erworben. Wenig später wurde an der Erweiterung des Schulhauses gebaut. Am 14. Mai 1935 wurde das Brandhaus im Beisein zahlreicher Vertreter städtischer und staatlicher Behörden seiner Bestimmung übergeben. Zum 1. September 1938 erhielt die Schule mit dem 38-jährigen Hermann Freiherr von dem Bussche einen hauptamtlichen Feuerwehrschuldirektor.
Während des Zweiten Weltkriegs hatte die Feuerwehrschule veränderte Aufgaben wahrzunehmen. Aus einigen noch vorhandenen Unterlagen ist zu entnehmen, dass die Lehrstoffpläne und die Lehrgangsarten auf die Kriegsereignisse abgestimmt werden mussten. Aufgabenschwerpunkte lagen in der Brandschutzausbildung der Kräfte für den Luftschutz und in der Wahrnehmung des Brandschutzdienstes durch das Aufstellen einer mobilen Einheit (Bereitschaft). Männer und später auch Frauen mussten in besonderen Lehrgängen für den Luftschutz ausgebildet werden. Ausbildungskräfte wurden zur Bildung von so genannten mobilen Einheiten herangezogen, die bei verschiedenen Schadenereignissen, wie beispielsweise bei den im Celler Raum vielfach auftretenden Mineralöllagerbränden, aktiv wurden. Die Lehrgangsteilnehmerzahl sank 1945 vorübergehend auf den Stand von 1931. Mitte März 1945 wurde jedoch noch ein Lehrgang mit 45 Teilnehmern durchgeführt.
Gegen Ende des Krieges, am 12. April 1945, wurde das im Keller sich aufhaltende Personal der Feuerwehrbereitschaft von den britischen Truppen kurzfristig gefangen genommen. Die Gebäude waren durch Sprengungen an der Hafenbahnbrücke beschädigt, das Inventar teils geplündert oder zerstört. Die vorhandenen Geräte und auch die Unterlagen der Schule gingen fast restlos verloren. Der Schulbetrieb kam zwangsläufig zum Erliegen.
Der Schuldirektor, Hermann von dem Bussche, musste mit einigen Helfern am 18. April 1945 mit britischen Soldaten in das KZ Bergen-Belsen. Dort wurde die Wasserversorgung hergestellt und damit die hygienischen Verhältnisse für die überlebenden befreiten Lagerinsassen verbessert. Von dem Bussche wurde kommissarischer Leiter der vorläufigen Feuerwehrbereitschaft, und man baute in Kooperation mit den Briten provisorisch das regionale Feuerlöschwesen wieder auf. 
Nach Kriegsende startete man mit den alten Lehrkräften unter Direktor von dem Bussche. Noch im Dezember 1945 erschienen die ersten 23 Teilnehmer zu einem Maschinistenlehrgang.
Am 14. Oktober 1974 konnte dann ein großzügiger Neubau am Bremer Weg 164 bezogen werden. Einige Tage später, am 20. Oktober 1974, begrüßte der Schulleiter Heinz Bartels die ersten Lehrgangsteilnehmer in dem neuen Gebäude.
In den 1990er Jahren wurden die Übernachtungsmöglichkeiten für die Lehrgangsteilnehmer durch ein neues Unterkunftsgebäude mit zeitgemäßerer Unterbringung in 2-Bett-Zimmern erweitert.
Anfang der 2010er Jahre begann die Planung, auf dem Gelände der ehemaligen Freiherr-von-Fritsch-Kaserne im Celler Stadtteil Scheuen den gesamten Schulstandort neu aufzubauen. 2012 begannen erste Baumaßnahmen, der Umzug der gesamten Feuerwehrschule soll schrittweise erfolgen. Der Zeitplan hierfür wurde im Laufe der vergangenen Jahre jedoch immer wieder verschoben, so dass beide Standorte über mehrere Jahre parallel betrieben werden.
Seit 2017 wird die Verwaltungsabteilung in Celle von der Juristin und ehemaligen Triathletin Sandra Wallenhorst geleitet.

### Geschichte des Standortes Loy
Der Oldenburgische Landesfeuerwehrverband e. V. (OLV) erwarb am 22. Oktober 1929 das damalige Gutshaus „Haus Osterberg“ inklusive eines ca. 3,5 Hektar großen Grundstückes. Die erforderlichen Um- und Ausbauten wurden ebenso wie die Beschaffung des Lehr- und Anschauungsmaterials einschließlich Kraftspritzen durch Ausgabe von Anteilscheinen sowie durch eine Lotterie finanziert.
Am 9. August 1930 konnte die Heim- und Ausbildungsstätte des OLV durch den damaligen Landesbrandmeister Ibo Koch in feierlicher Form im Beisein vieler Ehrengäste ihrer Bestimmung übergeben werden. Lehrgänge wurden mit Rücksicht auf den landwirtschaftlich strukturierten Freistaat Oldenburg nur in den Monaten Oktober bis April abgehalten. In der übrigen Zeit des Jahres diente die Anlage der Abhaltung von Tagungen und Sitzungen des Verbandes sowie als Heimstätte (Erholungsheim) für Feuerwehrmänner mit ihren Familien. Durch Gesetz vom 10. September 1933 wurde der OLV aufgelöst und die Nachfolgeorganisation „Landesfeuerwehrverband Oldenburg“ direkt dem Oldenburgischen Ministerium des Innern unterstellt.
Auch wenn der Freistaat Oldenburg diesem einen eigenen Etat zubilligte, waren die kommenden Baumaßnahmen nur über Sammlungen und Spenden finanzierbar. In der Folgezeit entstanden so 1935 eine Übungshalle mit Lehrsälen und ein Brandhaus, im Jahr 1936 ein Löschwasserteich, Geräteunterkünfte und der Schlauchtrockenturm sowie 1937 ein Garagen- und Wohngebäude. Nach dem Gesetz über das Feuerlöschwesen vom 23. November 1938 ging dann das Schulgelände auf den Freistaat Oldenburg über, wobei eine Änderung der Verwaltung nicht eintrat. So konnte die feuerwehrtechnische Ausbildung auch während des Krieges fortgesetzt werden.
Noch vor dem offiziellen Kriegsende am 8. Mai 1945 trafen auf dem Schulgelände kanadische Truppen ein, die das Haus Osterberg und die vorderen Gebäude für sich beanspruchten. Dennoch konnten ab Herbst 1945 unter Ausnutzung aller Behelfsmöglichkeiten erneut Lehrgänge durchgeführt werden. Nach der Gründung des Landes Niedersachsen zum 1. November 1946 wurde die Ausbildungseinrichtung dem Niedersächsischen Innenministerium unterstellt. Aufgrund steigender Teilnehmerzahlen durch die Erweiterung des Einzugsgebiets bestand die Notwendigkeit, die Ausbildung wieder auf das gesamte Gelände auszudehnen. So wurden die Bemühungen zur Räumung des Hauses Osterberg verstärkt und schließlich rückten die Besatzungsmächte am 24. März 1948 ab. Nach erheblichen Instandsetzungsarbeiten und Neubeschaffung fehlenden Inventars, konnte der Lehrbetrieb Ende 1948 in dem gewünschten Umfang wieder aufgenommen werden.
Seit dieser Zeit dient das Gelände des Hauses Osterberg unter dem Namen „Niedersächsische Landesfeuerwehrschule Loy“ wieder ausschließlich Ausbildungszwecken für die ehrenamtlichen Mitglieder der Freiwilligen Feuerwehren sowie für die Angehörigen der Berufs- und Werkfeuerwehren. Um den sich weiter entwickelnden Anforderungen an die Ausbildung gerecht werden zu können, wurden immer wieder Neubau- und Instandhaltungsmaßnahmen durchgeführt. So entstanden in den 1950er Jahren eine kleine Fahrzeughalle und ein Wirtschaftsgebäude, welches heute als Atemschutzwerkstatt genutzt wird. In den 1960er Jahren wurden zwei neue Unterrichtsräume und die Schlauchwerkstatt errichtet. Die 1970er Jahre waren insbesondere geprägt durch die mehrmalige Erweiterung der Fahrzeughalle sowie die fahrzeugtaugliche Befestigung der Wege und Übungsflächen. Die 1980er und 1990er Jahre wurden hauptsächlich für große Sanierungs- und Umbaumaßnahmen genutzt. Während dieser Zeit entstand das heutige Erscheinungsbild der Schule, da das Haus Osterberg komplett saniert und dabei teilweise entkernt wurde. Nach Fertigstellung eines neuen Brandübungshauses im Jahr 2009 entsteht aktuell nach Abriss der Übungshalle und dem Brandhaus ein modernes Unterrichtsgebäude.

## Lehrgänge
Einige Lehrgänge wurden an beiden Standorten durchgeführt wie zum Beispiel:
- Ausbilder in der Feuerwehr
- Gruppenführer
- Leiter einer Feuerwehr
- Technische Hilfeleistung
- Truppführer
- Verbandsführer
- Zugführer

Am Standort Celle wurden folgende Lehrgänge durchgeführt:
- ABC-Dekontamination P
- ABC-Einsatz
- Atemschutzgerätewart
- Führen im ABC-Einsatz
- Leiter einer Werkfeuerwehr

Am Standort Loy wurden folgende Lehrgänge durchgeführt:
- Ausbilder feststoffbefeuerte Brandübungsanlagen
- Einführung in die Stabsarbeit
- Einführung in die Stabsarbeit für Stäbe HVB
- Gerätewart (seit 2025 vorher in Celle)
- Multiplikatoren in der Absturzsicherung
- Organisatorischer Leiter Rettungsdienst

## Aufgaben im Katastrophenschutz
Das NLBK ist die obere Katastrophenschutzbehörde in Niedersachsen. Demnach obliegen dem Landesamt folgende Aufgaben und Befugnisse im Katastrophenschutz:
- Fachaufsicht über die unteren Katastrophenschutzbehörden.[9]
- Unterstützung des Landeskatastrophenschutzstabs[10], der bei der obersten Katastrophenschutzbehörde  gebildet wird.[10] (für Inneres zuständige Ministerium)[8]
- Schulungseinrichtung des Landes für Führungspersonal und zentrale Ausbildungsinhalte im Katastrophenschutz.
- Zentrallager für den Katastrophenschutz[11]
- Unterstützung der unteren Katastrophenschutzbehörden bei der Bekämpfung des Katastrophenfalls oder außergewöhnlichen Ereignisses.
- Das NLBK kann, sofern sich ein Katastrophenfall auf die Bezirke mehrerer unterer Katastrophenschutzbehörden erstreckt oder wenn mehrere Katastrophenfälle gleichzeitig in den Bezirken mehrerer unterer Katastrophenschutzbehörden bestehen, die zentrale Leitung der Bekämpfung einer der beteiligten Hauptverwaltungsbeamten (HVB) übertragen oder selbst die koordinierende Leitung der Bekämpfung übernehmen.[12]
- Das NLBK kann, sofern sich ein außergewöhnliches Ereignis oder Katastrophenvoralarm auf die Bezirke mehrerer unterer Katastrophenschutzbehörden erstreckt oder wenn mehrere außergewöhnliche Ereignisse oder Katastrophenvoralarme gleichzeitig in den Bezirken mehrerer unterer Katastrophenschutzbehörden bestehen, die koordinierende Leitung der Bekämpfung oder der Vorbereitung der Bekämpfung übernehmen.[12]
- Zuständigkeit für grenzüberschreitende Zusammenarbeit mit den Niederlanden im Katastrophenschutz.[1]

## Aufgaben im Brandschutz
Das NLBK ist landesweit für folgende Aufgaben des Brandschutzes zuständig:
1. Aufsicht über die Gemeinden mit Berufsfeuerwehr nach § 6 Abs. 2 NBrandSchG,
2. Anerkennung von betrieblichen Feuerwehren als Werkfeuerwehr nach § 16 Abs. 1 Satz 2 NBrandSchG, ausgenommen die betriebliche Anerkennung von betrieblichen Feuerwehren als Werkfeuerwehr nach § 16 Abs. 1 Satz 2 für landeseigene Einrichtungen,
3. Entgegennahme von Anzeigen über die Bestellung einer neuen Leiterin oder eines neuen Leiters einer Werkfeuerwehr nach § 16 Abs. 2 NBrandSchG,
4. Verpflichtung wirtschaftlicher Unternehmen und Träger öffentlicher Einrichtungen nach § 16 Abs. 3 NBrandSchG,
5. Überwachung nach § 16 Abs. 6 NBrandSchG bzgl. des Vorliegens der Voraussetzungen nach § 16 Abs. 1 Satz 2 NBrandSchG und die Einhaltung der Anordnungen nach § 16 Abs. 3 NBrandSchG,
6. Zustimmung zu öffentlich-rechtlichen Verträgen bei der Übertragung gemeindlicher Aufgaben auf Werkfeuerwehren nach § 18 Abs. 1 Satz 3 NBrandSchG,
7. Verleihung von Feuerwehrehrenzeichen an Angehörige der Werkfeuerwehren,
8. Erteilung von Weisungen an die Kommunen, Bestimmung der Einsatzleiterin oder des Einsatzleiters und Übernahme der Einsatzleitung nach § 23 Abs. 4 Satz 1 NBrandSchG,
9. Zuweisung der Feuerschutzsteuer (zweckgebundener Anteil der Kommunen) gemäß Bezugserlass,
10. Erteilung von Befreiungen nach § 6 Abs. 2 FwVO,
11. Zulassung von Ausnahmen nach § 13 Abs. 2 FwVO,
12. Betrieb der zentralen Aus- und Fortbildungseinrichtung und zentralen Prüfstellen nach dem NBrandSchG gem. § 5 Abs. 1 Satz 2 Nr. 2 NBrandSchG,
13. Beratung der Kommunen bei der Erfüllung ihrer Aufgaben nach § 5 Abs. 1 Satz 2 Nr. 5 NBrandSchG,
14. Wahrnehmung der Aufgaben des vorbeugenden Brandschutzes, soweit sie über das Gebiet eines Landkreises hinausgehen, nach § 5 Abs. 1 Satz 2 Nr. 6 NBrandschG,
15. Überprüfung der Feuerwehren auf ihre Leistungsfähigkeit und Einsatzbereitschaft nach § 5 Abs. 1 Satz 2 Nr. 8 NBrandSchG,
16. Mitwirkung bei den dem Land obliegenden Aufgaben nach dem NBrandSchG gem. § 5 Abs. 2 NBrandSchG
17. Durchführung der Imagekampagne zur Förderung des Ehrenamtes in den Feuerwehren,
18. Mitwirkung bei den Aufgaben nach § 6 Abs. 5 NBrandSchG,
19. Prüfung der Voraussetzung und Zustimmung für die Durchführung von Aus- und Fortbildungslehrgängen durch die Kommunen,
20. Überprüfung kommunaler Ausbildungsstellen,
21. Geschäftsstatistik/Tätigkeitsberichte der Feuerwehren,
22. vorbeugender Brandschutz,
23. landesweite Zuständigkeit für den wasserseitigen Brandschutz,
24. Beschaffung von Feuerwehrehrenzeichen und deren Verteilung an die Bedarfsträger,
25. Förderung zentraler Brandschutzorganisationen und
26. koordinierende Stelle zum Einsatz des Feuerwehr-Flugdienstes (FFD).

Die Punkte 19 bis 26 werden dabei an der bisherigen Handhabung in den Polizeidirektionen durch das NLBK wahrgenommen.

## Trainingsanlage
Um die Angehörigen der Feuerwehr optimal für ihre Einsätze ausbilden zu können, gibt es auf dem Gelände in Celle eine feststoffbefeuerte Übungsanlage, mit der unter realistischen Bedingungen Extrem-Situationen bei der Brandbekämpfung trainiert werden können.

## Förderverein
Die Entwicklung der schulischen Einrichtung zu unterstützen, ist das Ziel des Fördervereines, der den Weg der Niedersächsische Akademie für Brand- und Katastrophenschutz - Standort Celle seit 2004 begleitet.
Der Förderverein wurde im Jahre 2024 aufgelöst.